# Vague d'étrave

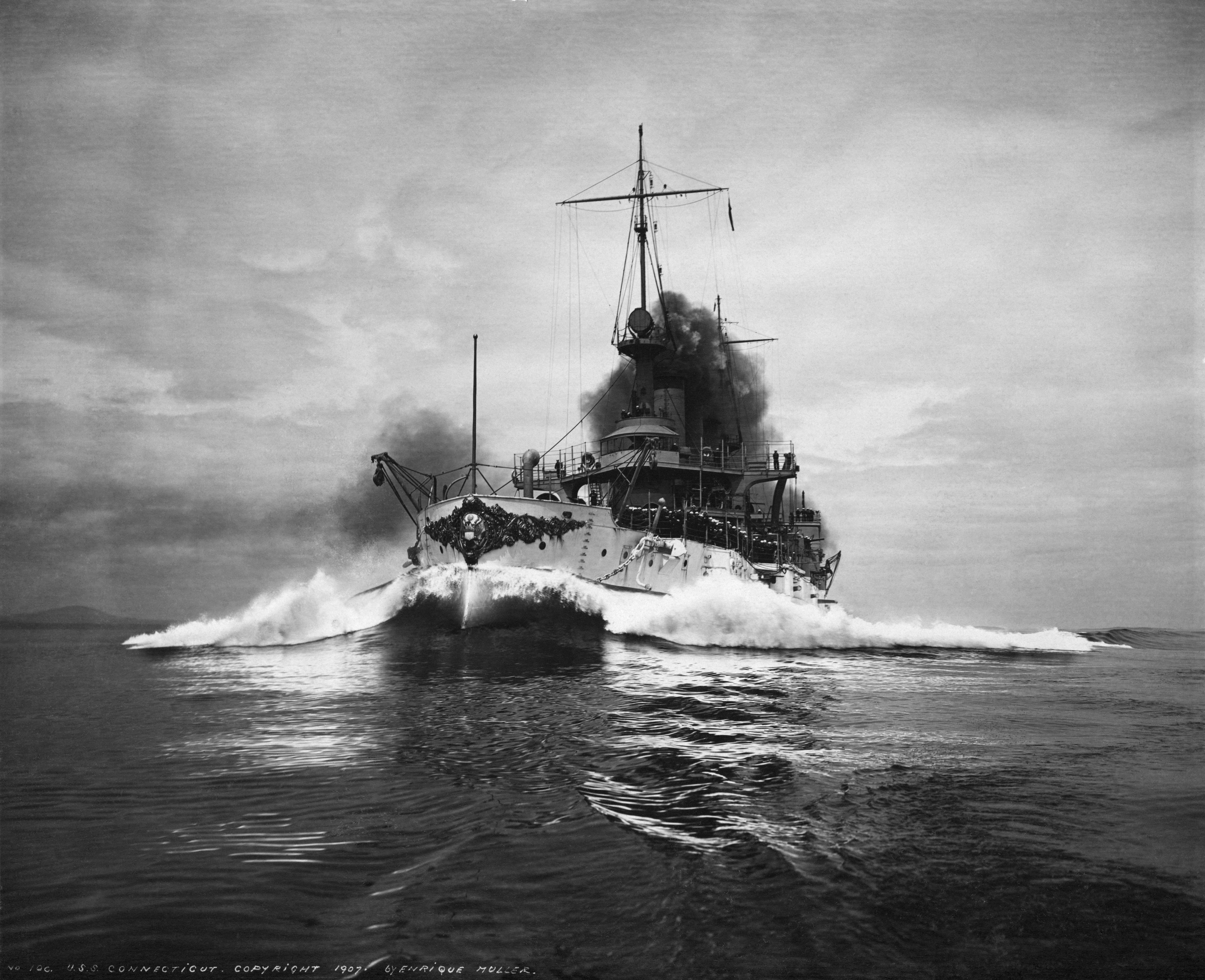
Vague d'étrave du pré-dreadnought USS Connecticut (BB-18) lors de ses essais de vitesse en 1906.

La vague d'étrave est une vague qui se forme à l'avant d'un bateau quand l'étrave fend l'eau en avançant. À l'arrière, le bateau est suivi par la vague de poupe.

## Description
L'apparition de vagues autour d'une coque de navire en déplacement est synonyme de dépense d'énergie.
Certains dessins de coque permettent une diminution de ce gaspillage d'énergie : on peut citer les bulbes d'étrave (dits Maier-form d'après le nom de leur créateur), inaugurés sur les paquebots allemands des années 1930 Bremen et Europa, détenteurs du Ruban Bleu, l'affinement des lignes de coque à certains endroits critiques, qui fut étudié notamment par Vladimir Yourkévitch, un ingénieur naval russe qui émigra en France et travailla à la conception de la coque T6 (le futur Paquebot Normandie) aux Chantiers de l'Atlantique, ou encore les récentes coques perce-vague type SWATH.
Le gain en énergie peut être illustré par la lutte pour le Ruban bleu entre le Normandie et le Queen Mary : le navire anglais était nettement plus puissant que le Normandie (même après la modification des machines pour fonctionner en "super-surcharge", le temps d'un record) mais les formes de coque plus travaillées du navire français réduisaient l'écart de vitesse à très peu de chose.
L'officier mécanicien principal du Normandie, Maurice Coquin indique que : « Les pêcheurs ne craignaient pas de s'approcher après avoir constaté le peu de vagues engendré par l'étrave et disaient : “Il glisse sur l'eau comme une mouette” », tandis que pour le Queen Mary, il précise que : « sa haute étrave droite, classique, déplaçait une énorme moustache d'eau ».